# 異色瓢蟲

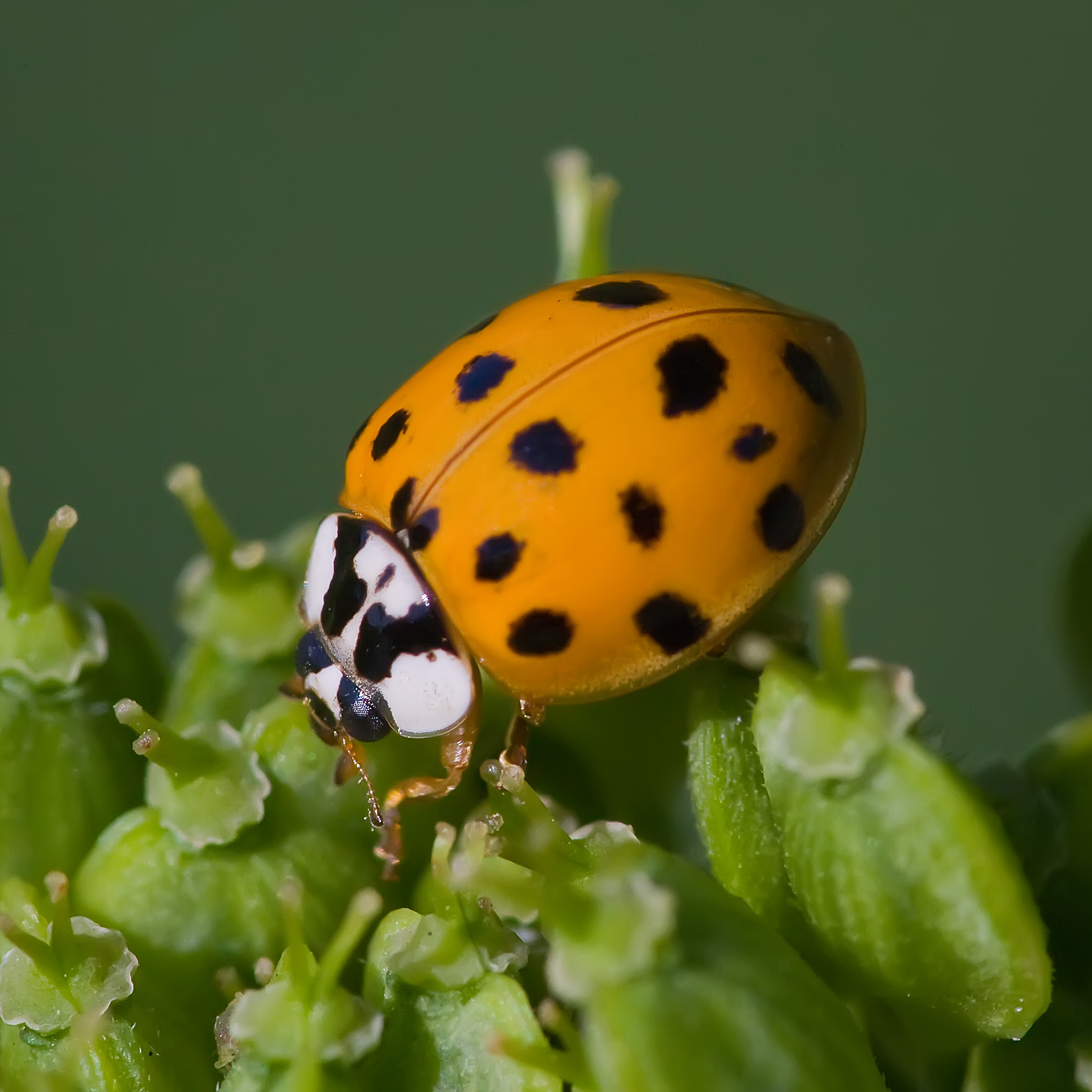

異色瓢蟲是原生於亞洲東部的瓢蟲，有著許多種體色，有黑底紅斑的，也有紅底黑斑的，體長7mm，名氣雖不及七星瓢蟲，但捕食蚜蟲的效率更勝一籌。